# Cocción de alimentos
La cocción de  alimentos consiste en la aplicación de calor para modificar las propiedades físico-químicas y las características organolépticas de los alimentos, para que puedan ser ingeridos adecuadamente.
Se debe someter las preparaciones alimenticias a temperaturas elevadas, de manera que el interior del alimento supere los 70 °C a fin de destruir y/o inactivar la mayoría de los microorganismos presentes que pueden dañar la salud.
Durante la cocción, hay transferencia de calor de un cuerpo caliente a otro frío que es el alimento.

## Formas de transmisión del calor
Se utilizan tres tipos de transmisión calórica, que se pueden usar en forma independiente o combinada, debido a la variedad de preparaciones. Ellos son:
1. Convección
2. Conducción
3. Radiación

## Características de la cocción
En la cocción de los sistemas alimentarios, los procesos que se aplican son determinantes del producto cocido, con resultados a veces favorables y otro no tanto. Se pueden considerar en una cocción dos procesos diferentes:
1. Primario: de naturaleza fundamentalmente física, que afecta a dos mecanismos de transporte: la transferencia de energía, que resulta de la llegada del calor a la superficie del alimento propagándose al interior, y la transferencia de masas, como consecuencia del movimiento de moléculas en el interior del alimento. Es importante considerar en este proceso la naturaleza, el tamaño y la forma del alimento, la intensidad de la fuente de calor y el tiempo de aplicación.
2. Secundario: de naturaleza física y química. La cantidad de calor que recibe un alimento durante su cocción puede producir cambios en su naturaleza, tanto físicos como químicos, que van a afectar la calidad del alimento. Estas modificaciones se pueden agrupar en:

- Modificaciones de naturaleza física: visibles, que hacen al aspecto externo que involucran a la apariencia, textura y sabor del alimento.

1. Volumen:  el cambio de volumen puede deberse a diferentes fenómenos físicos como: pérdida de agua de constitución, pérdida de materia grasa por fusión, aumento de volumen por rehidratación y expansión de gases.
2. Color:  el cambio de color puede responder a las causas más diversas, aunque fundamentalmente depende de la naturaleza del alimento, de su composición química y del sistema de cocción elegido. Cabe mencionar los cambios de pH (pigmentos en los vegetales), caramelización de azúcares, pardeamientos en estructuras proteicas.
3. Consistencia:  la modificación de la consistencia se vincula a fenómenos diversos, fundamentalmente los que se asocian a los efectos sobre proteínas y polisacáridos como: desnaturalización y coagulación proteica, gelatinización y dextrinización del almidón, ablandamiento de tejidos vegetales.
4. Sabor:  la cocción produce transformaciones químicas que determinan modificaciones de aroma y sabor en el alimento, por eso, una acertada elección de la técnica de cocción permite conseguir una concentración o una dilución de las sustancias responsables del sabor, según el fin que se persiga.

- Modificaciones en las estructuras químicas: la cocción de los alimentos puede producir cambios en su estructura química, con reacciones que varían de acuerdo con la naturaleza química de la sustancia afectada, en especial cuando corresponden a sustancias responsables de las características sensoriales o del valor nutritivo.

1. Proteínas: los niveles de temperatura alcanzados por los métodos de cocción utilizados determinan diferentes efectos sobre las moléculas proteicas.

Hasta 100 °C, se produce desnaturalización con pérdida de solubilidad y coagulación de las proteínas, con inactivación de enzimas, mejora la digestibilidad, reducción de algún poder tóxico.
Entre 100 y 140 °C, se produce reacción de Maillard y reducción de la digestibilidad por formación de puentes covalentes, intra e intermoleculares.
A más de 140 °C, se produce lo mismo que en el caso anterior, agregándose la pérdida de valor nutritivo por destrucción de aminoácidos, como cisteína o triptofano, con isomerización a forma D.
1. Lípidos: el tratamiento térmico aplicado a alimentos ricos en lípidos hace que pasen de un estado sólido o semisólido hasta llegar al punto de fusión, que es difícil establecer exactamente, debido a que están formados por diferentes ácidos grasos. Por encima de este punto, se puede producir deshidratación del glicerol, llegar a temperaturas de humeo y descomponerse.
2. Carbohidratos: en este grupo de sustancias orgánicas, es diferente lo que ocurre con los azúcares y con los polisacáridos. En relación con los azúcares en estado sólido (sacarosa), con la aplicación de calor se funde, cambia de color y se transforma en caramelo a los 170 °C, pudiendo llegar a carbonizarse en el caso de seguir aplicando calor. Cuando el azúcar está en disolución, se forma un jarabe, cuya consistencia (determinada por la concentración y el tratamiento térmico) va cambiando de textura, lo que permite usos muy diversos en cocina o confitería.

En el caso de los polisacáridos, muchos alimentos de origen vegetal son ricos en almidón, que tiene un comportamiento singular frente al tratamiento térmico en un medio acuoso. A partir de los 50 °C comienza el espesamiento, que da lugar a la gelatinización, que se hace efectiva cuando se alcanza una temperatura específica para cada tipo de almidón y que puede variar de acuerdo a la incidencia de otros factores como: agitación o reposo de las moléculas, el agua empleada, el agregado de otras sustancias, si está o no combinado con otros alimentos. Cuando el medio de cocción es seco (no acuoso), se produce la dextrinización, con cambio de coloración y de sabor.

## Clasificación de los métodos de cocción
En el tratamiento térmico de los alimentos, se pueden utilizar diversos métodos o tipos de cocciones en función del sistema calorífico utilizado, materiales empleados, modalidades de trabajos, características de los alimentos y los resultados que se deseen obtener (textura, color, etc).

### Medio húmedo o acuoso

#### Blanqueado o escaldado
Cocción incompleta de un alimento, que recibe los efectos térmicos del agua hirviendo durante un período de tiempo muy corto (entre 10 y 30 segundos). Puede considerarse una operación previa con el propósito de inactivar las enzimas, remover pieles o atenuar el sabor, por ejemplo, en el congelado de verduras y frutas.

#### Hervido
Implica la cocción de un alimento por inmersión en agua o en un caldo, que puede realizarse a partir de agua fría, caliente o en ebullición. o

#### Vapor a presión normal
La temperatura es de 100 °C a 760 mm de Hg de presión; el calentamiento se produce por convección del vapor de agua a 100 °C. El agua en ebullición también está a 100 °C, tiene igual temperatura pero diferente cantidad de calor. La cantidad de agua que toma contacto con el alimento en la cocción por vapor es mínima y por eso los fenómenos de disolución son pocos.

#### Vapor a presión elevada
La diferencia con la cocción a vapor reside en que el punto de ebullición del agua puede elevarse por encima de los 100 °C en una olla a presión o autoclave, donde el vapor ocupa el lugar que ocupaba el aire y la presión se eleva rápidamente. Es necesario aumentar la temperatura a medida que aumenta la presión para que las moléculas de agua puedan transformarse en vapor.

### Medio seco o no acuoso

#### Aire libre
Es energía radiante que calienta el aire que se renueva produciendo la evaporación de agua, manteniéndose el carácter seco del alimento. Según la relación entre la fuente calórica con el alimento, existen procedimientos distintos, que son los siguientes:
- Parrilla:  la fuente calórica se encuentra a distancia variable pero siempre pequeña (más o menos 30 cm) y todas las partes del alimento se encuentran a igual distancia de la misma. La cocción se realiza por calentamiento continuo.
- Asador:  la fuente calórica se encuentra más alejada y a diferente distancia del alimento. La acción de desecación es sostenida y lenta, sin mucha modificación de la superficie y el calentamiento es continuo demorando 2 o 3 hs. No se forma costra y se cocina al mismo tiempo el interior que el exterior.
- Spiedo:  el calentamiento es discontinuo y, además, la superficie que se rocía o pincela con grasa facilita que se forme una costra. Esta película de grasa evita o reduce la evaporación del agua; por eso, resulta una preparación muy jugosa.

#### Aire confinado
HORNO: la forma de energía calórica producida en un horno se debe mayormente a la radiación y, en menor proporción, a la conducción. El calor produce evaporación de agua del alimento, que queda en el recinto, haciendo al aire caliente más húmedo. Es importante tener en cuenta el material del recipiente que se utiliza en la cocción al horno, ya que existen algunos de superficie brillante que evitan la llegada de los rayos electromagnéticos y, de esta manera, se prolonga excesivamente la cocción. Los más aconsejados son los materiales opacos u oscuros, que permiten el paso de la energía radiante, reduciéndose el tiempo de horneado. El vidrio es también buen material para utilizar con la energía radiante.

#### Medio lipídico
Cuando la transferencia de calor se realiza por un medio lipídico, debido al calor específico y a las características físicas de los mismos, se utilizan siempre temperaturas muy elevadas, proporcionando textura y sabor particulares y favoreciendo la palatabilidad de los alimentos.
- Salteado:  es un método de cocción rápida, parcial o total de un alimento, que se caracteriza por la poca cantidad de lípido a alta temperatura.
- Fritura:  es un método de cocción total del alimento, para lo cual debe ser sumergido en un lípido que ha sido calentado previamente a temperaturas elevadas (alrededor de 180 °C) provocando en el alimento un calentamiento rápido y uniforme.

#### Plancha
Cocción a temperatura elevada del alimento, situado sobre una placa caliente de fundición, que transfiere por conducción el calor recibido desde una fuente calorífica generalmente de gas o electricidad.

#### Baño maría
Se utiliza cuando los sistemas alimentarios tienen abundante cantidad de huevos, harinas formando geles, como en el caso de flanes y budines. De esta forma se elimina la necesidad de batir la mezcla continuamente y, además, impide cocinarlos directamente sobre la fuente calórica, ya que el calor excesivo produce el rompimiento o cuajado de los productos y la separación de sus fases. La cocción mediante el baño de agua es lenta, debido a que el calor (temperatura entre 90 °C y 95 °C) le llega al alimento por conducción desde el agua que está en el recipiente, cuya temperatura no debe alcanzar la ebullición para que no ocurra el fenómeno anteriormente explicado.

#### Gratinado
El gratinado consiste en dar una fuente de calor a temperatura elevada para dorar la parte superior de un producto
Un alimento gratinado posee color dorado en su superficie gracias a los productos de las reacciones de Maillard. Generalmente se aplica el gratín a los alimentos que poseen en su capa más externa queso rallado, pan rallado, migas de pan, puré de papas, entre otros.

### Cocción mixta
Resulta de la combinación de medio seco y medio húmedo de cocción y se emplea en hortalizas y especialmente en carnes. El medio seco produce modificaciones particulares como la desecación de la superficie y la formación de productos de tostación que posteriormente influyen en el sabor y color de la preparación. Luego se agrega el líquido que puede ser agua o caldo y se completa la cocción a fuego lento, resultando una carne de menor consistencia por el ablandamiento del tejido conectivo. Por ejemplo, se emplea este método para la cocción de distintos tipos de carnes, estofados y guisos.